# 苏西
苏西（法語：Soucy，法語發音：[susi]）是法国勃艮第-弗朗什-孔泰大区约讷省的一个市镇，属于桑斯区。

## 地理
苏西（48°14'58"N, 3°19'27"E）面积21.62 平方千米，位于法国勃艮第-弗朗什-孔泰大區约讷省，该省份为法国中北部内陆省份，西接卢瓦雷省，西北接塞纳-马恩省，南至涅夫勒省，东临科多尔省，东北与奥布省接壤。
与苏西接壤的市镇（或旧市镇、城区）包括：奥勒斯河畔托里尼、奥勒斯河畔拉沙佩勒、屈伊、圣克莱芒、圣但尼莱桑斯、萨利尼、瓦西讷。

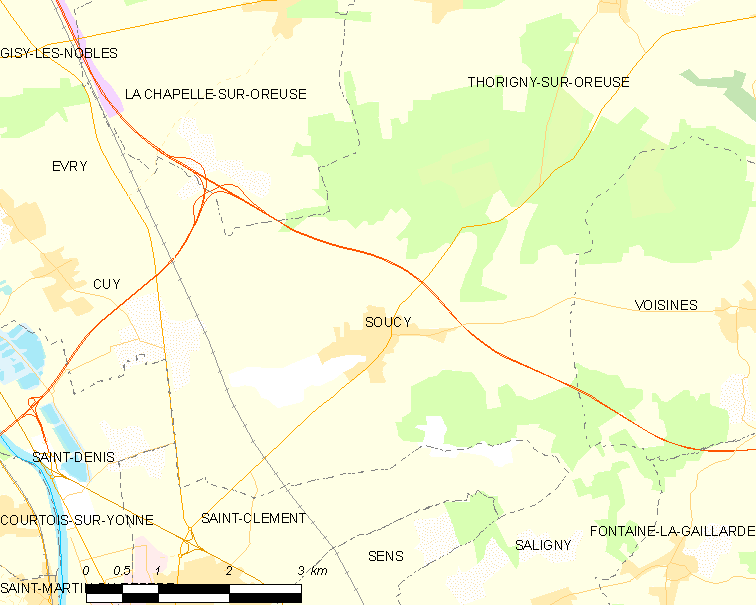
苏西的OSM定位图

苏西的时区为UTC+01:00、UTC+02:00（夏令时）。

## 行政
苏西的邮政编码为89100，INSEE市镇编码为89399。

## 政治
苏西所属的省级选区为奥勒斯河畔托里尼县。

## 人口

1962-2008年间苏西人口变化图示

苏西于2022年1月1日时的人口数量为1546人。